# Distylium
Distylium es un género de plantas con flores de la familia Hamamelidaceae. Es un género con arbustos y árboles nativos del este y sudeste de Asia. Comprende 26 especies descritas y de estas, solo 15 aceptadas.

## Taxonomía
El género fue descrito por Siebold & Zucc. y publicado en Flora Japonica 1: 178, pl. 94. 1835. La especie tipo es: Distylium racemosum

## Especies aceptadas
A continuación se brinda un listado de las especies del género Distylium aceptadas hasta mayo de 2014, ordenadas alfabéticamente. Para cada una se indica el nombre binomial seguido del autor, abreviado según las convenciones y usos.  
- Distylium buxifolium - China
- Distylium chinense - China
- Distylium chungii - China
- Distylium cuspidatum - China
- Distylium dunnianum - China
- Distylium elaeagnoides - China
- Distylium gracile - China
- Distylium macrophyllum - China
- Distylium myricoides - China
- Distylium pingpienense - China
- Distylium racemosum -  China, Korea, Japón (Islas Ryukyu), Taiwán
- Distylium tsiangii - China